# FOR poleca

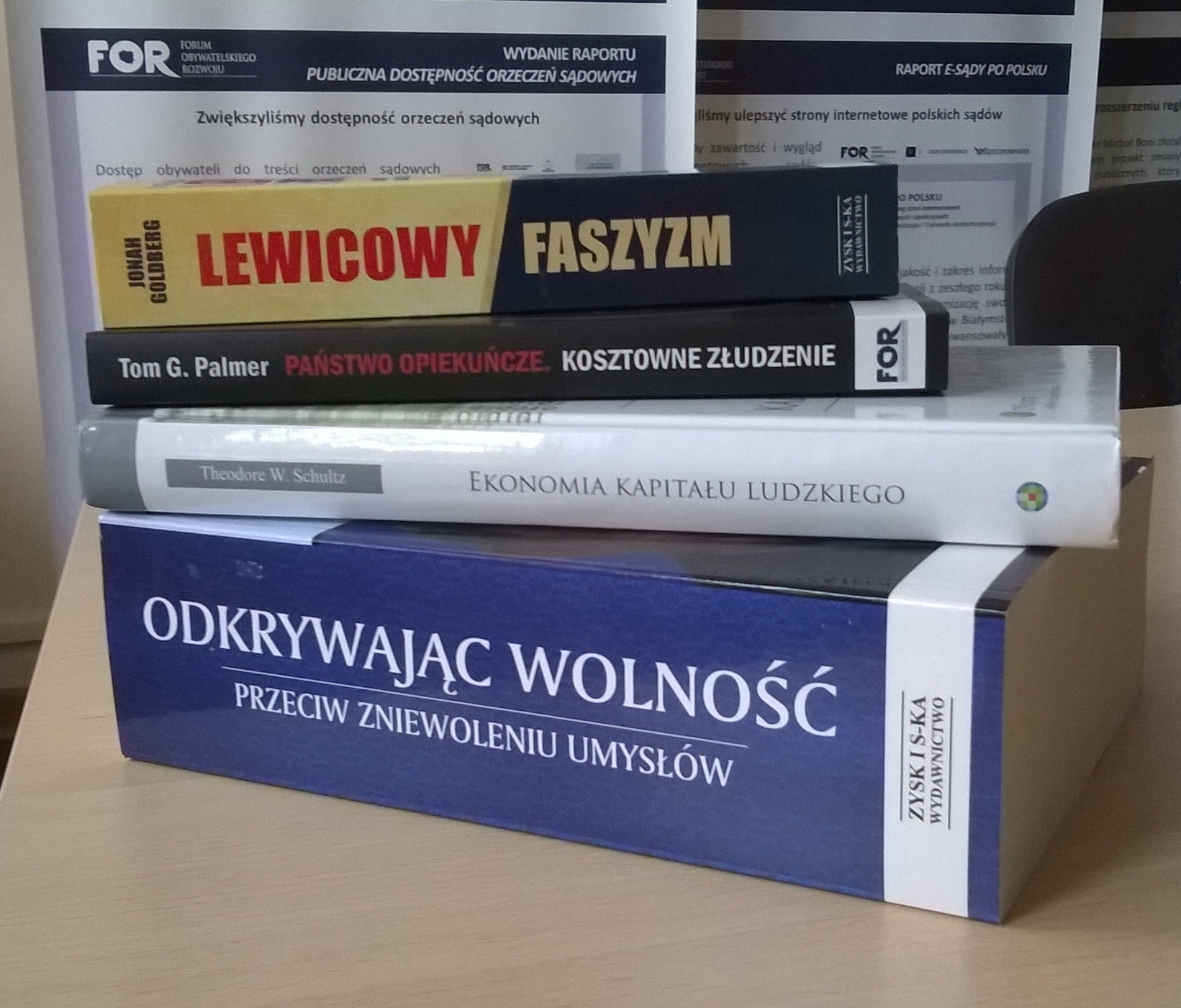
Wybrane książki polecane przez FOR

FOR poleca – seria wydawnicza działająca przy Forum Obywatelskiego Rozwoju, fundacji powstałej w 2007 r. z inicjatywy prof. Leszka Balcerowicza. Książki w treści nawiązują do tematyki ekonomicznej i wiążą się z myślą wolnościową. Większość z nich zawiera słowo wstępu prof. Balcerowicza.

## Publikacje

### seria „Nobliści”
- Robert William Fogel Czwarte wielkie przebudzenie i przyszłość egalitaryzmu, 2014
- Theodore William Schultz Ekonomia kapitału ludzkiego, 2014
- Douglass C. North Zrozumieć przemiany gospodarcze, 2014
- Elinor Ostrom Dysponowanie wspólnymi zasobami, 2013
- Vernon L. Smith Racjonalność w ekonomii, 2013
- Thomas C. Schelling Strategia konfliktu, 2013
- Ronald H. Coase Firma, rynek i prawo, 2013

### Pozostałe książki
- Piotr Awen, Alfred Koch(inne języki), Rewolucja Gajdara. Historia rosyjskich reform z pierwszej ręki, 2015[1]
- Andrzej Rzońca, Kryzys banków centralnych. Skutki stopy procentowej bliskiej zera, 2015[2]
- Tom G. Palmer, Czy kapitalizm jest moralny?, 2014[3]
- Leszek Balcerowicz,Trzeba się bić, 2014[4]
- Tom G. Palmer Państwo opiekuńcze – kosztowne złudzenie, 2014
- Marek Radzikowski Państwo socjalne. Przyczyny i skutki, 2014
- Dariusz Koźlenko, Roman Kubiak, Konrad Piasecki, Marek Rybarczyk, Andrzej Stankiewicz
- Dariusz Wilczak, Zofia Wojtkowska, ONA. Za kulisami Trzeciej RP, 2014
- Jakub Borowski, Piotr Ciżkowicz, Andrzej Rzońca, Wiktor Wojciechowski Kapitałowy filar emerytalny a wzrost gospodarki, 2013
- Jonah Goldberg Lewicowy faszyzm, 2013
- Gary S. Becker i Richard A. Posner Nieoczywistości. Ekonomiczna teoria wszystkiego, 2012
- Leszek Balcerowicz i inni Odkrywając wolność. Przeciw zniewoleniu umysłów, 2012
- Sargent Thomas J., Velde Francois R., Wielki problem drobniaków, 2012
- Dominick T. Armentano Walka z monopolem, czy z konkurencją?, 2012
- Muhammad Yunus Bankier ubogich. Historia mikrokredytu, 2012
- Richard M. Bookstaber Jak stworzyliśmy demona, 2012
- Andrew Ross Sorkin Zbyt Wielcy by upaść, 2012
- Raghuram G. Rajan Linie uskoku, 2012
- John Blundell Margaret Thatcher: portret Żelaznej Damy, 2011
- Graydon Carter Na krawędzi. Opowieści o kryzysie, 2011
- Peter L. Bernstein Przeciw Bogom, 2011
- Manuel F. Ayau Paradoks wymiany czyli gra o sumie dodatniej, 2010
- Yoram Bauman, Grady Klein Mikroekonomia w komiksie, 2010
- Aslund Anders Jak budowano kapitalizm, 2010
- Lanny Ebenstein Milton Friedman. Biografia, 2009